# Virginia Slims of Arizona 1989
Il Virginia Slims of Arizona 1989 è stato un torneo di tennis giocato sul cemento. È stata la 14ª edizione del torneo, che fa parte della categoria Tier V nell'ambito del WTA Tour 1989. Si è giocato a Phoenix negli USA, dall'11 al 17 settembre 1989.

## Campionesse

### Singolare
Conchita Martínez ha battuto in finale  Elise Burgin con il punteggio di 3–6, 6–4, 6–2

### Doppio
Penny Barg /  Peanut Louie-Harper hanno battuto in finale  Elise Burgin /  Rosalyn Fairbank con il punteggio di 7–6, 7–6